# Periscyphis arabicus
Periscyphis arabicus is een pissebed uit de familie Eubelidae. De wetenschappelijke naam van de soort is voor het eerst geldig gepubliceerd in 1941 door Thomas Theodore Barnard.